# Dubbelekoppelingversnellingsbak

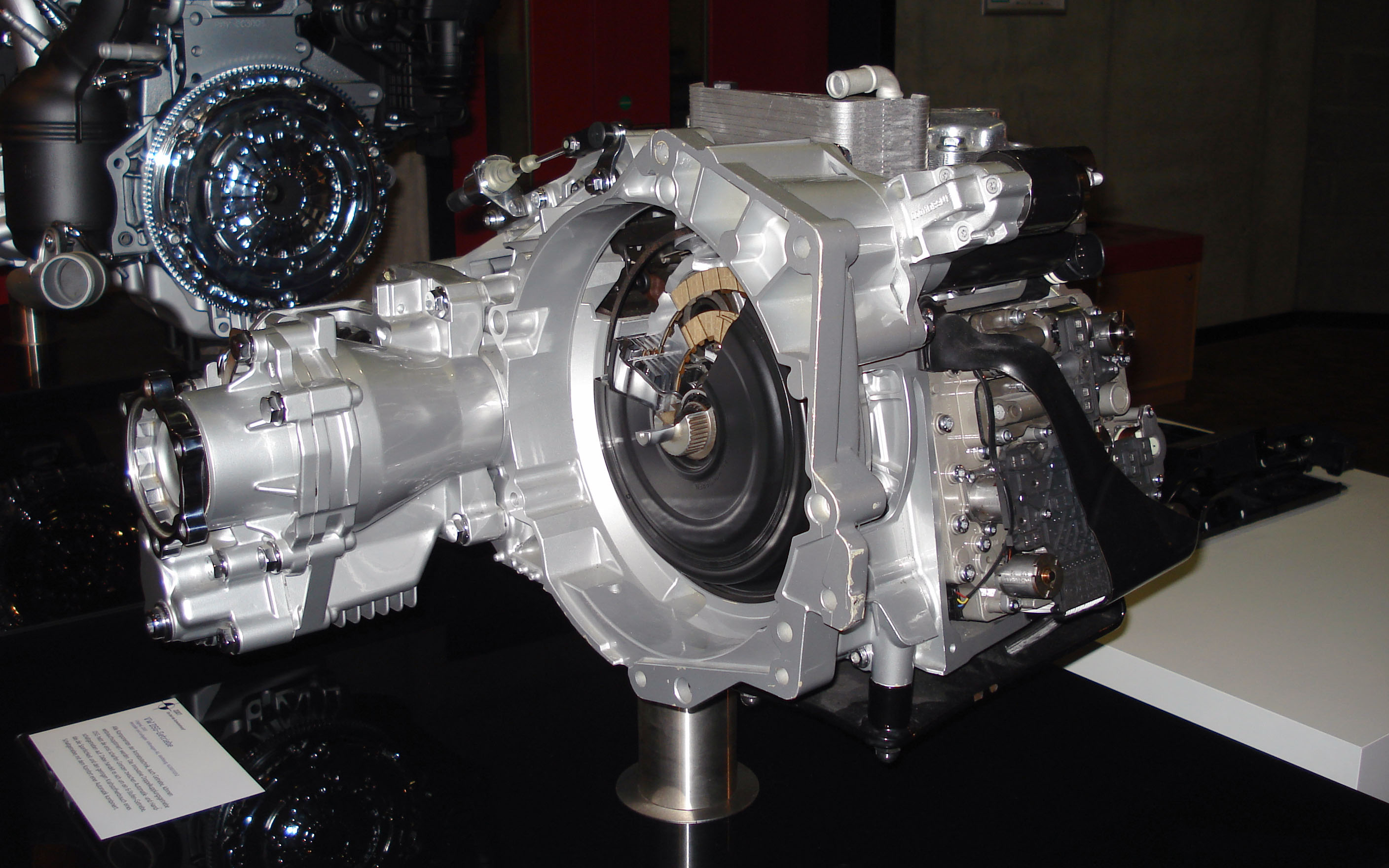
Opengewerkte DSG-versnellingsbak.

Een dubbelekoppelingversnellingsbak is een type halfautomatische versnellingsbak die voorzien is van twee koppelingen. Op de ene koppeling bevinden zich de even versnellingen en op de andere koppeling de oneven versnellingen.

## Werking
Het grote voordeel van een versnellingsbak met twee koppelingen is dat men kan schakelen zonder krachtonderbreking. Dit kan doordat niet direct van versnelling wordt gewisseld maar van koppeling. Als men vertrekt vanuit stilstand in de eerste versnelling, draait de eerste koppeling, en de tweede koppeling draait ondertussen al mee. Zodra wordt geschakeld, ontkoppelt de eerste koppeling. Gelijktijdig wordt de tweede koppeling gekoppeld. Op deze manier kan onder belasting worden geschakeld. 
Slimme elektronica zorgt er bovendien voor dat de volgende versnelling reeds wordt ingeschakeld op de ontkoppelde koppeling. De computer doet een voorspelling op basis van verschillende parameters: toerental, input van de bestuurder en dergelijke. Hierdoor kan veel sneller van versnelling worden gewisseld dan bij een manuele versnellingsbak. Samen met het eerste voordeel, zorgt dit gegeven voor een zeer lineaire en ononderbroken acceleratie. Ten slotte dient te worden vermeld dat de elektronica ook automatisch de koppelingen kan bedienen. Een DCT (Dual Clutch Transmission) versnellingsbak is dus bijna altijd ook een automatische versnellingsbak.

## Producenten
Een dubbelekoppelingversnellingsbak wordt vooral de laatste jaren erg populair. Porsche was de eerste die in de late jaren 70 versnellingsbakken met dubbele koppeling ontwikkelde voor de racerij, voornamelijk om tijdens het koppelen geen boost te verliezen op hun turbo motoren zoals gebruikt in oa de Porsche 962C. Uiteindelijk op productie wagens aanbood als PDK. De eerste fabrikant die dergelijke versnellingsbakken op grote schaal  op productiewagens toepaste was Volkswagen met de DSG (DirektSchaltGetriebe) versnellingsbak. Deze werd ontwikkeld door BorgWarner en in de meeste merken binnen het concern toegepast. Niet lang daarna volgden andere merken zoals BMW met de DCT (Dual Clutch Transmission) versnellingsbak in de BMW M3 en Ford met de Powershift. Ook sportwagens maken steeds meer gebruik van een versnellingsbak met dubbele koppeling. De Bugatti Veyron EB16.4 is voorzien van een speciale DSG versnellingsbak en ook de Ferrari California heeft er een. Ook Alfa Romeo brengt haar modellen op de markt met dit systeem, onder de naam TCT (Twin Clutch Transmission).
In 2009 kwam Honda met haar eigen versie van de dubbelekoppelingversnellingsbak voor motorfietsen. Als optie was de Honda VFR 1200 uitvoerbaar met een DCT-automaat. Het gamma bevat sinds 2012 meerdere modellen die met deze automaat geleverd kunnen worden.